# Elaphoglossum florencei
Elaphoglossum florencei är en träjonväxtart som beskrevs av Rouhan. Elaphoglossum florencei ingår i släktet Elaphoglossum och familjen Dryopteridaceae. Inga underarter finns listade.